# Can Mestres
Can Mestres és un edifici situat en una àmplia parcel·la encarada a l'avinguda de Vallvidrera, 25-47 de Barcelona, catalogada com a bé cultural d'interès local.

## Història
La primera edificació es deuria bastir al segle xvi. Al segle xviii (la data de 1766 està gravada en el rellotge de sol) s'hi va fer una important reforma que li va donar un caire més residencial.
Va pertànyer a la família de paletes sarrianenca dels Mumbrú, i el 1958 la va comprar l'il·lustre metge i cirurgià Agustí Pedro i Pons (1898-1971), que en va reformar l'interior l'any 1960 per a fer-ne la seva residència habitual. A la seva mort, va llegar la finca a la Universitat de Barcelona per a ser la seu de la Fundació Universitària Agustí Pedro Pons, amb la finalitat de concedir ajuts per ampliar estudis o elaborar treballs de recerca per a diferents facultats i estudis musicals.

## Descripció
Es tracta d'una antiga masia amb diversos cossos annexos situada al centre de la finca, amb un gran jardí terrassat al davant i una zona boscosa al darrere, tot protegit per una tanca exterior.
L'edifici principal és de tipus basilical, amb els cossos laterals de dues plantes i la coberta a dues aigües, mentre que el cos central té un pis més cobert per una terrat transitable. Aquest, tancat per una balustrada, és fruit d'una reforma realitzada al segle xviii.
La façana principal, orientada a migdia, està estructurada de manera regular, amb obertures realitzades en tres eixos verticals. A la planta baixa, el portal d'accés està situat al centre, amb una finestra a cada costat. Al primer nivell hi ha tres balcons emmarcats per carreus de pedra, un a cada eix, on el central consisteix en una estructura metàl·lica en voladís ancorada a la paret, tancada per una barana de ferro que combina els barrots llisos amb d'altres helicoïdals. Els altres dos, també en voladís, tenen un tancament similar però amb llosana motllurada, i estan rematats per un ull de bou el·líptic. Al pis superior hi ha un balcó a l'eix central també amb llosana motllurada i tancament amb barrots llisos i helicoïdals.
La façana orientada al sud-oest té adossat a l'edifici principal un porxo avançat, format per quatre arcs rebaixats i cobert per un terrat pla tancat per una balustrada. A aquesta terrassa s'accedeix des de dues obertures situades a l'edifici principal i al cos annex situat al nord. El porxo fa de zona de trànsit entre l'edifici i un jardí romàntic. En un punt central hi ha esgrafiat un rellotge de sol amb la data 1766. Al nord hi ha un altre cos annex de planta rectangular, tres nivells d'alçada i coberta d'un sol aiguavés, amb diverses obertures asimètriques.
A excepció dels emmarcaments dels balcons, la resta de les façanes es presenten íntegrament revestides amb morters i ornades amb esgrafiats bicolors. A la façana frontal, profusament decorada, es combinen esgrafiat geomètrics i figuratius. La façana posterior també té una temàtica figurada dividida en dos trams. A la resta de les façanes la decoració esgrafiada és geomètrica i serveix bàsicament per remarcar les obertures arquitectòniques.
Al lateral de la casa hi ha un jardí de geometria regular d'inspiració italiana, al centre del qual se situa un doble estany connectat per un rec. Darrere de la casa hi ha un llarg i estret jardí romàntic amb un petit estany amb un brollador a l'inici i una font a l'extrem amb un mosaic de ceràmica on es representa Sant Fiacre, patró dels jardiners.